# Luis Enríquez de Guzmán
Luis Enríquez de Guzmán (1610-1680) est le vice-roi de la Nouvelle-Espagne du 28 juin 1650 au 14 août 1653.